# Chelsea FC (női csapat)
A Chelsea Football Club Women egy profi angol női labdarúgóklub, amely a Chelsea csapatának női szakosztályaként üzemel. 2010-ben tagja volt a nyolc alapító csapatnak, akik létrehozták a FA Women's Super League-t, amely 2011-től kezdte meg első szezonját.

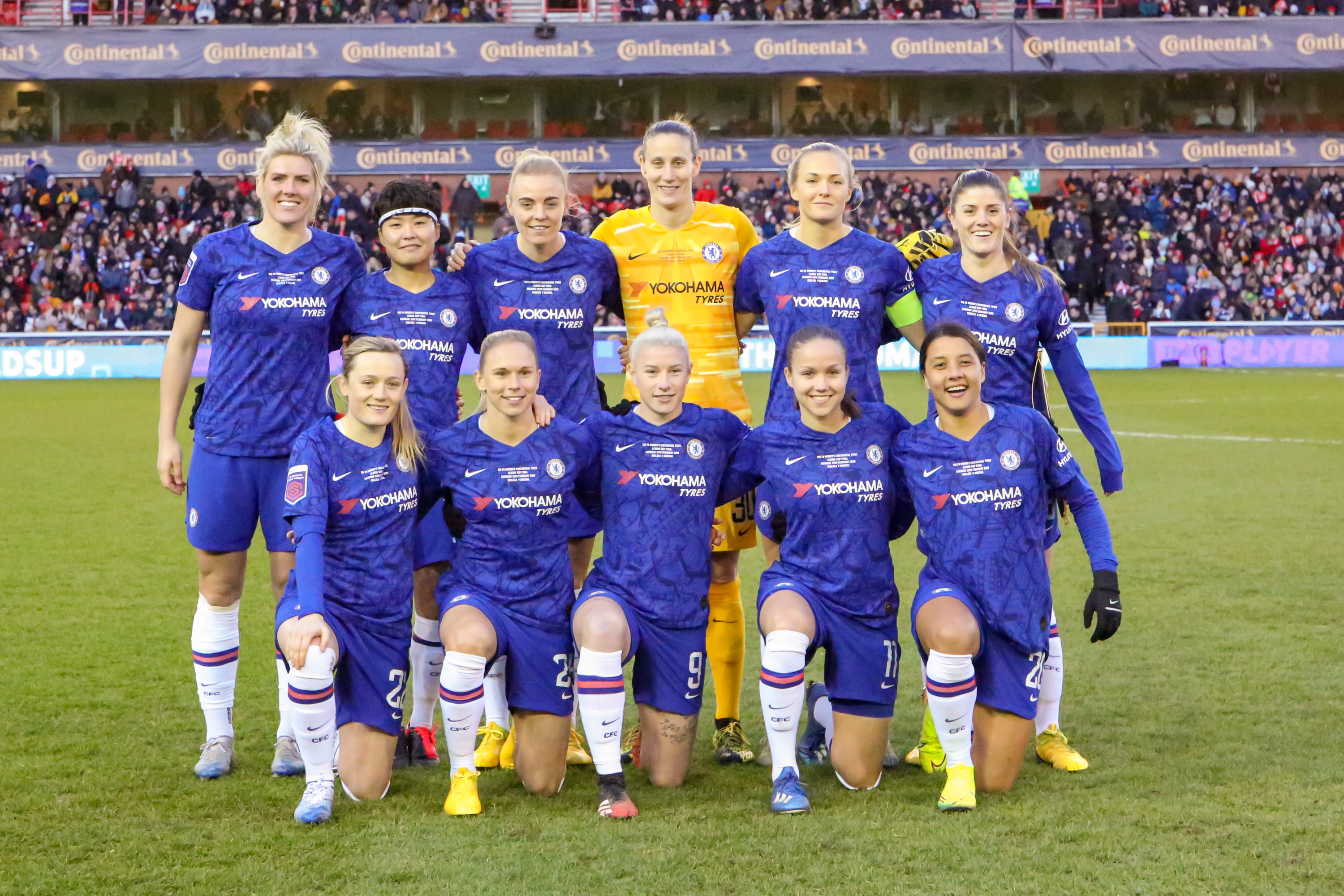
Bajnoki mérkőzésen az Arsenal ellen 2020. február 29-én.
Felső sor, balról: Millie Bright, Csi Szojun, Sophie Ingle, Ann-Katrin Berger, Magdalena Eriksson, Maren Mjelde.
Alsó sor, balról: Erin Cuthbert, Jonna Andersson, Bethany England, Guro Reiten, Sam Kerr.

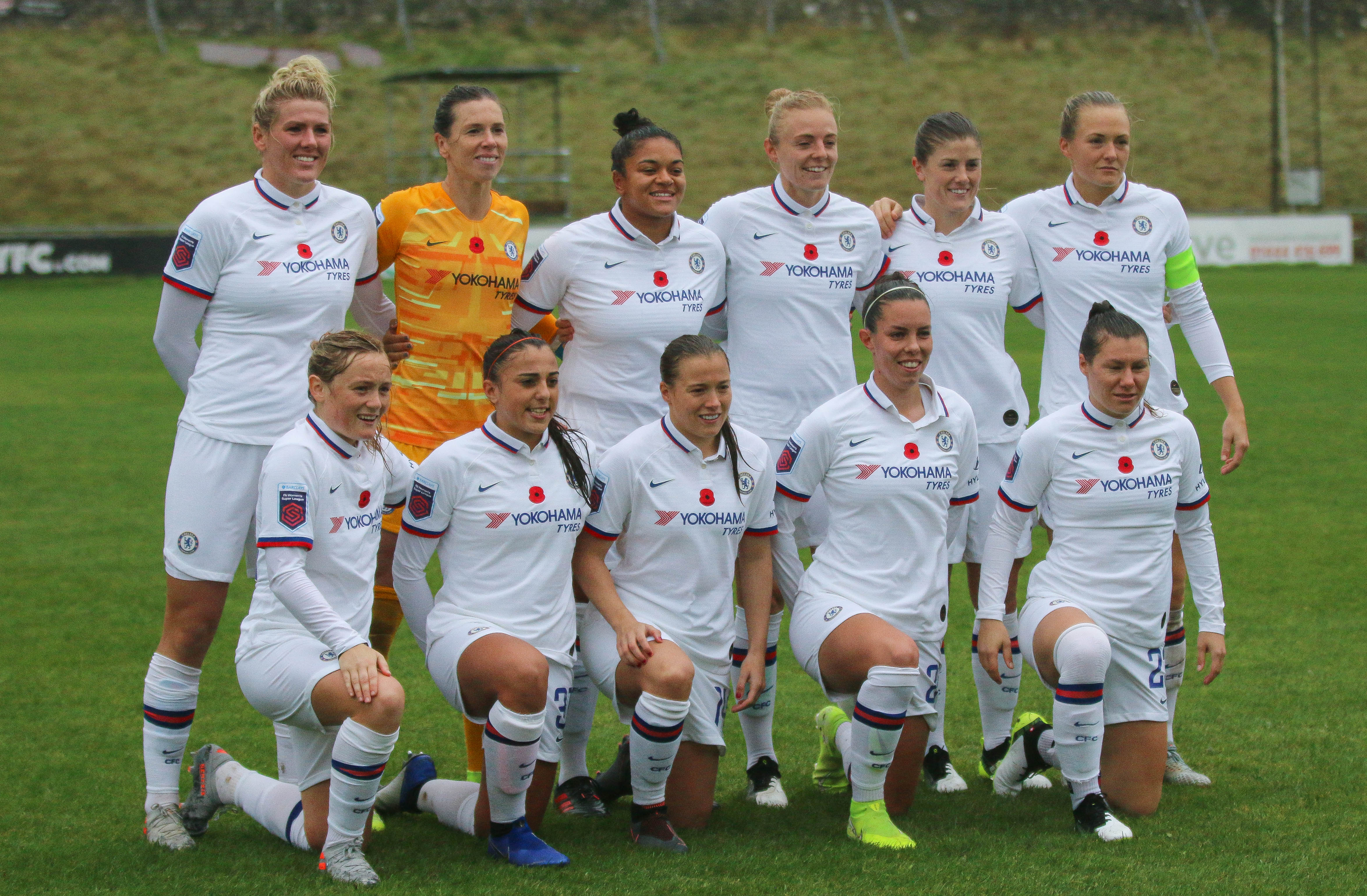
A Lewes elleni kezdőcsapat 2019-ben.
Felső sor, balról: Millie Bright, Carly Telford, Jessica Carter, Sophie Ingle, Maren Mjelde, Magdalena Eriksson.
Alsó sor, balról: Erin Cuthbert, Charlotte Fleming, Fran Kirby, Jonna Andersson, Ramona Bachmann.

## Klubtörténet
1992-ben alapították meg a klubot. 2004 júniusában a játékosok kérték a Chelsea vezetőségét, hogy Chelsea Football Club vegye az irányítása alá a női csapatot, valamint a pénzügyeit is. Ennek eleget téve a szezon végére megnyerték a Southern Division-t.
A 2005–06-os szezon előtt az igazgató, George Michealas négy év után távozott a klub éléről és az utódja Shaun Gore vette át. A bajnokságban a táblázat alján végzett a csapat, de megnyerte a Northern Divisionban második helyezett Liverpool elleni párbajt 4–1-es összesítéssel, így maradt bent a FA Women's Premier League National Division-ben.
A 2006–07-es szezonban a nyolcadik helyen végzett a csapat, így Shaun Gore a szezon végén leigazolta Siobhan Chamberlain-t, Casey Stoney-t és Eniola Aluko-t. A 2007–08-as szezon közbeni átigazolási időszak alatt az 1999-ben világbajnok Lorrie Fair is a csapathoz csatlakozott, akit a világ egyik legjobb középpályásaként tartottak számon. A csapat a szezon során az ötödik helyen végeztek a bajnokságban.
A 2008–09-es szezonban a Chelsea Ladies új menedzsere a korábbi Arsenal Ladies tartalék csapatának edzője, Steve Jones lett. 2008. július 2-án az Arsenal Ladies-ből aláírt a Chelsea csapatához Lianne Sanderson és Anita Asante és a veterán Mary Phillip. A klub a harmadik helyen végzett az Arsenal és az Everton mögött. Mary Phillip a következő szezon előtt egy hónappal visszavonult. 2009 márciusában az Egyesült Államok-ban újonnan létrehozott Women's Professional Soccer-be igazolt Eniola Aluko és Anita Asante is. A 2008 májusában keresztszalag szakadást szenvedett Lorrie Fair az egész szezont kihagyta. 2009 januárjában Jones elhagyta a csapat menedzseri pozícióját és Casey Stoney lett a klub játékos-menedzsere.
Stoney ajánlásával a 2009–10-es szezonban Matt Beard lett az új vezetőedző. A klub pénzügyi költségeit John Terry és a többi Chelsea FC játékosok finanszírozták. 2010-ben újabb csapás érte a klubot amikor Lianne Sanderson a WPS-be igazolt.  Beard irányítása alatt a Chelsea a harmadik helyen végzett a bajnokságban és az FA-kupa elődöntőjébe is bejutottak.
2010-ben tagja volt a klub a FA Women's Super League megalapításában, ami 2011 márciusában kezdte meg az első szezonját. 2012-ben Beard az FA-kupa döntőjébe vezette a csapatot, ahol a Birmingham City ellen büntetőpárbajban maradtak alul. 2012 júliusában három év után lemondott Matt Beard és az utódja Emma Hayes lett.

## Sikerlista
- FA Women's Super League (8): 2015, 2017–18, 2019–20, 2020–21, 2021–22, 2022–23, 2023–24, 2024–25
- Women's FA Cup (2): 2014–15, 2017–18, 2020–21, 2021–22
- FA Women's League Cup (2): 2019–20, 2020–21
- Women's FA Community Shield (1): 2020
- FA WSL Spring Series (1): 2017
- Women's Premier League South (1): 2004–05
- Surrey County Cup (9): 2003, 2004, 2006, 2007, 2008, 2009, 2010, 2012, 2013
- Bajnokok Ligája ezüstérmes (1): 2020–21

## Szakmai stáb
| Poszt                  | Személyzet      |
| ---------------------- | --------------- |
| Vezérigazgató          | Paul Green      |
| Vezetőedző             | Sonia Bompastor |
| Vezetőedző-asszisztens | Camille Abily   |
| Vezetőedző-asszisztens | Théo Rivrin     |
| Első csapat edző       | Gemma Davison   |
| Kapus edző             | Seb Brown       |
| Kapus edző             | Dan Smith       |
| Erőnléti edző          | Harry McCulloch |
| Erőnléti edző          | Ed Ryan-Moore   |
| Mérkőzés elemző        | Jamie Cook      |
| Mérkőzés elemző        | Jack Stephens   |
| Megfigyelő             | TJ O'Leary      |

## Játékoskeret
2025. március 1-től
| #  |     | Poszt | Név                                                         |
| -- | --- | ----- | ----------------------------------------------------------- |
| 1  | SWE | K     | Zećira Mušović                                              |
| 24 | ENG | K     | Hannah Hampton                                              |
| 28 | NED | K     | Femke Liefting                                              |
| 36 | JAM | K     | Rebecca Spencer (kölcsönben a Tottenham Hotspur csapatától) |
| 40 | ENG | K     | Katie Cox                                                   |
| 4  | ENG | V     | Millie Bright                                               |
| 12 | CAN | V     | Ashley Lawrence                                             |
| 14 | SWE | V     | Nathalie Björn                                              |
| 16 | USA | V     | Naomi Girma                                                 |
| 21 | ENG | V     | Niamh Charles                                               |
| 22 | ENG | V     | Lucy Bronze                                                 |
| 25 | FRA | V     | Maelys Mpomé                                                |
| 26 | CAN | V     | Kadeisha Buchanan                                           |
|    | ENG | V     | Brooke Aspin                                                |
|    | ENG | V     | Jorja Fox                                                   |
| 5  | WAL | KP    | Sophie Ingle                                                |
| 6  | GER | KP    | Sjoeke Nüsken                                               |

| #  |     | Poszt | Név                     |
| -- | --- | ----- | ----------------------- |
| 8  | SCO | KP    | Erin Cuthbert           |
| 11 | NOR | KP    | Guro Reiten             |
| 18 | NED | KP    | Wieke Kaptein           |
| 19 | SWE | KP    | Johanna Rytting Kaneryd |
| 27 | FRA | KP    | Oriane Jean-François    |
| 30 | ENG | KP    | Keira Walsh             |
| 53 | ENG | KP    | Lola Brown              |
| 63 | ENG | KP    | Vera Jones              |
| 2  | USA | CS    | Mia Fishel              |
| 7  | COL | CS    | Mayra Ramírez           |
| 9  | USA | CS    | Catarina Macario        |
| 10 | ENG | CS    | Lauren James            |
| 17 | FRA | CS    | Sandy Baltimore         |
| 20 | AUS | CS    | Sam Kerr                |
| 23 | JPN | CS    | Hamano Maika            |
| 33 | ENG | CS    | Aggie Beever-Jones      |

### Kölcsönben
| #  |     | Poszt | Név                                                  |
| -- | --- | ----- | ---------------------------------------------------- |
| 3  | NED | V     | Aniek Nouwen (kölcsönben a Crystal Palace-nél)       |
| 16 | ESP | KP    | Júlia Bartel (kölcsönben a Liverpoolnél)             |
| 29 | ESP | V     | Alejandra Bernabé (kölcsönben a Liverpoolnél)        |
| 31 | ENG | V     | Aimee Claypole (kölcsönben a Durhamnél)              |
| 36 | ENG | KP    | Ashanti Akpan (kölcsönben a Birmingham Citynél)      |
|    | NED | V     | Veerle Buurman (kölcsönben a PSV Eindhovennél)       |
|    | ENG | V     | Greta Humphries (kölcsönben a Charlton Athletic-nél) |
|    | ENG | KP    | Lexy Potter (kölcsönben a Crystal Palace-nél)        |
|    | FRA | CS    | Louna Ribadeira (kölcsönben a Evertonnél)            |
|    | ENG | CS    | Lucy Watson (kölcsönben a Ipswich Townnél)           |

## Korábbi híres játékosok
| - Eniola Aluko - Anita Asante - Laura Bassett - Hannah Blundell - Gemma Bonner - Danielle Bowman - Karen Carney - Jess Carter - Siobhan Chamberlain - Katie Chapman - Laura Coombs - Gemma Davison - Bethany England - Shameeka Fishley - Gilly Flaherty - Fran Kirby - Sophie Perry - Mary Phillip - Claire Rafferty - Alessia Russo - Lianne Sanderson - Casey Stoney - Dunia Susi | - Carly Telford - Ellen White - Fara Williams - Rachel Williams - Victoria Williams - Crystal Dunn - Lorrie Fair - Nicky Evrard - Ester - Christiane Endler - Kateřina Svitková - Pernille Harder - Csi Szojun - Laura Rafferty - Adelina Engman - Jackie Groenen - Niamh Fahey - Edda Garðarsdóttir - Ólína Guðbjörg Viðarsdóttir - Jade Bailey - Drew Spence - Rebecca Spencer - Nagaszato Júki | - Jessie Fleming - Rosella Ayane - Ann-Katrin Berger - Melanie Leupolz - Maren Mjelde - Maria Thorisdottir - Alszu Abgyullina - Ana Borges - Adriana Martín - Ramona Bachmann - Jonna Andersson - Marija Banušić - Magdalena Eriksson - Sofia Jakobsson - Hedvig Lindahl - Jelena Čanković - Helen Bleazard - Kylie McCarthy - Katie Sherwood - Helen Ward - Hayley Bowden - Ali Riley |